# Incidente ferroviario di Nizza di Sicilia
L'incidente ferroviario di Nizza di Sicilia fu uno scontro fra un treno merci e un'automotrice avvenuto il 16 gennaio 1954 sulla linea Messina-Catania nella stazione di Nizza di Sicilia.

## Dinamica dei fatti
Il 16 gennaio 1954, poco prima delle ore 6:00, il treno direttissimo AT 430 proveniente da Catania avrebbe dovuto transitare senza fermarsi nella stazione di Nizza di Sicilia. Giunto al segnale di protezione della stazione che era disposto a via impedita in quanto avrebbe dovuto incrociare quivi il treno merci 7433, che era in lieve ritardo, proseguì per errore la corsa e impattò contro la locomotiva del treno merci all'altezza del casello, nei pressi del km 308. 
Nell'urto trovò la morte il macchinista del direttissimo, effettuato da un'automotrice e rimasero ferite circa 20 persone e il macchinista della locomotiva del merci.

## I treni coinvolti
- Treno direttissimo AT 430 Catania-Messina-Palermo [2]effettuato con automotrice ALn 772.
- Treno merci 7433 trainato da locomotiva a vapore.